# 本清耕造

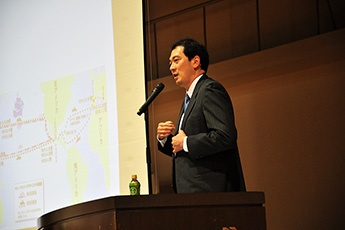
2014年11月

本清 耕造（ほんせい こうぞう、1964年 - ）は、日本の外交官。外務省軍縮不拡散・科学部長・大使、在ジュネーブ国際機関日本政府代表部大使等を経て、駐メキシコ特命全権大使。

## 経歴・人物
東京都出身。家は柔道一家だった。松戸市立第三中学校、千葉県立東葛飾高等学校を経て、1986年に第1期生として青山学院大学国際政治経済学部国際政治学科を卒業し、1987年外務省入省。外務省ではスペイン語研修を受け、妻はスペイン人。
1995年外務省中南米局中南米第二課首席事務官。1997年外務省総合外交政策局国際社会協力部人権難民課首席事務官。1999年在スペイン日本国大使館一等書記官。2003年在インドネシア日本国大使館一等書記官。2004年からの外務省在インドネシア日本国大使館参事官在任時には、スマトラ島沖地震からの復興にあたった。
2005年外務省総合外交政策局軍縮不拡散・科学部不拡散・科学原子力課国際科学協力室長。2007年外務省国際協力局国別開発協力第一課長。2009年外務省中南米局中米カリブ課長。2011年外務省国際協力局開発協力総括課長。2013年からは外務省大臣官房会計課長として、政府開発援助の仕分けなどを行った。
2015年からは外務省在インドネシア日本国大使館参事官（公使（次席））として、臨時代理大使も務めた。2018年退官（役員出向）、独立行政法人国際協力機構理事（総務部、人事部、企画部など担当）。2020年外務省大臣官房付。同年外務省総合外交政策局軍縮不拡散・科学部長〔大使〕。2021年在ジュネーブ国際機関政府代表部参事官（大使・次席常駐代表）、国際労働機関理事会日本政府代表代理、国際労働機関総会日本政府代表代理。
外務省大臣官房付を経て、2024年10月17日付で駐メキシコ特命全権大使。

## 同期
- 阿部康次（22年：駐マダガスカル大使（コモロ兼轄）、19年：フランス公使）
- 飯島俊郎（19年：宮内庁式部副長、18年：経済局審議官、16年：総合外交政策局参事官）
- 石塚英樹（23年：ジョージア大使）
- 伊澤修（25年:北大西洋条約機構（NATO）日本政府代表部大使 22年：セネガル大使）
- 植野篤志（22年：カンボジア大使、20年：国際協力局長）
- 岡野正敬（25年:国家安全保障局長 23年：外務事務次官、22年：内閣官房副長官補、21年：総合外交政策局長、19年：国際法局長）
- 小和田雅子（皇后雅子）（19年：立后、93年：皇太子妃冊立）
- 紀谷昌彦（22年：ASEAN大使、19年：シドニー総領事、17年：政策立案参事官、15年：南スーダン大使）
- 志野光子（24年：ドイツ大使、22年：国際連合日本政府代表部特命全権大使、21年：儀典長）
- 柴田裕憲（23年：エチオピア大使、20年国際協力機構理事）
- 高橋克彦（24年:政府代表・特命全権大使（国際経済・貿易担当ほか） 21年：マレーシア大使、19年：中東アフリカ局長）
- 塚田玉樹（23年：イラン大使、20年：米国特命全権公使、19年：地球規模課題審議官）
- 津川貴久（23年：農畜産業振興機構理事、20年：ベナン大使）
- 中川弘一（22年：在コルカタ総領事）
- 中川勉（23年：アフリカ連合代表部大使、21年：出入国在留管理庁審議官、18年：デトロイト総領事）
- 中田昌宏（22年：スイス公使）
- 中村和人（24年:キューバ大使 22年：ニカラグア大使）
- 中村耕一郎（24年：エストニア大使、21年：内閣情報調査室内閣衛星情報センター分析部長、18年：ウラジオストク総領事）
- 早川修（24年：ドミニカ共和国大使、22年：立命館アジア太平洋大学教授）
- 樋口義広（19年：マダガスカル大使）
- 松浦博司（24年：ケニア大使、20年：イギリス公使）
- 松田弥生（05年：弁護士）
- 丸山浩平（22年：在バンクーバー総領事、19年在釜山総領事）
- 山内弘志（22年：アルゼンチン大使、21年：国際情報統括官）